# Joris Baers
Joris Baers (Antwerpen, 3 februari 1888 -  Sleidinge, 14 augustus 1975) was een Vlaams priester, bibliothecaris en bibliograaf.  Hij was de stichter van het Algemeen Secretariaat voor Katholieke Boekerijen en van het tijdschrift Boekengids.  Onder zijn leiding verscheen het Lectuurrepertorium (3 delen, 1952 - 1954) met 23000 bio-bibliografische aantekeningen, 3000 auteursportretten en 90000 boektitels met kwalificatie.